# Antonio Díaz Jurado
Antonio Díaz Jurado (Madrid, 4 d'agost de 1969 - Vila-real, 27 d'abril de 2013) va ser un futbolista i entrenador madrileny. Com a futbolista, ocupava la posició de migcampista.

## Trajectòria
Després de passar per les categories inferiors del Reial Madrid, el 1991 recala al Getafe CF, i a l'any següent, a la UD Salamanca. Amb els castellans jugaria tres temporades, sent una de les peces claus que van assolir el doble ascens de Segona B a Primera Divisó en dues campanyes. La temporada 95/96 deixa el Salamanca i fitxa pel CA Osasuna, on realitza una bona temporada.
La 96/97 la comença a l'Osasuna, però de seguida marxa al Vila-real CF. Amb els groguets aconsegueix l'ascens a primera divisió el 1998. Eixe any, el migcampista debuta en la màxima categoria, tot disputant fins a 35 partits i marcant 3 gols amb els groguets, que no van poder evitar el descens.
L'estiu de 1999, Antonio Díaz recala en les files de la SD Compostela, on es fa de nou amb la titularitat, encara que a la posterior temporada la seua aportació minvaria. Des del 2001, el madrileny va militar en equips de divisions més modestes, com el Granada CF (01/02), Águilas CF (02/03), Vinaròs CF (03/04) i CF Benlloch, on es va retirar el 2005.
Després de penjar les botes, Antonio Díaz va continuar lligat al món del futbol dins el cos tècnic del Vila-real CF. Va ocupar la plaça d'entrenador de cadets i juvenils del conjunt valencià.
Va faltar el 27 d'abril de 2013.